# Anzeiger vom Rottal
Der Anzeiger vom Rottal ist eine unabhängige Wochenzeitung im Rottal im Schweizer Kanton Luzern und berichtet über die Orte Hellbühl, Ruswil, Sigigen, Buttisholz, Grosswangen und Werthenstein.
Die Zeitung wurde 1905 unter dem Namen Anzeiger für Ruswil gegründet, wurde dann bald in Generalanzeiger für den Kanton Luzern umbenannt und heisst seit 1914 Anzeiger vom Rottal. Sie gehört zur Unternehmung Meyer Rottal Druck AG.
Die Zeitung erscheint jeweils am Donnerstag und hat eine WEMF-beglaubigte Auflage von 3'263 (Vj. 3'284) verkauften/verbreiteten Exemplaren.